# 배훈
배훈(1972년 12월 16일 ~)은 해태 타이거즈의 전 야구 선수다.

## 출신 학교
- 광주진흥고등학교
- 인하대학교

## 같이 보기
- 1994년 해태 타이거즈 시즌